# Johanna Lindsey
Johanna Lindsey foi uma escritora norte-americana especializada no gênero conhecido como romance histórico. Todos os seus livros integraram a lista dos mais vendidos do New York Times, alguns deles tendo chegado ao topo da lista.

### Por ordem de leitura

#### Haardrad Family Saga Series
1. Fires of Winter (1980)
2. Hearts Aflame (1987)
3. Surrender My Love (1994)

#### Southern Series
1. Glorious Angel (1982)
2. Heart of Thunder (1983)

#### Wyoming Westerns Series
1. Brave the Wild Wind (1984)
2. Savage Thunder (1989)
3. Angel (1992)

#### Malory-Anderson Family Saga Series
1. Love Only Once (1985)
2. Tender Rebel (1988)
3. Gentle Rogue (1990)
4. The Magic of You (1993)
5. Say You Love Me (1996)
6. The Present (1998)
7. A Loving Scoundrel (2004)
8. Captive of My Desires (2006)
9. No Choice But Seduction (2008)

#### Medieval Series
1. Defy Not the Heart (1989)
2. Joining (1999)

#### Straton Family Saga Series
1. A Heart So Wild (1986)
2. All I Need Is You (1997)

#### Ly-San-Ter Family Saga Series
1. Warrior's Woman (1990)
2. Keeper of the Heart (1993)
3. Heart of a Warrior (2001)

#### Cardinia's Royal Family Series
1. Once a Princess (1991)
2. You Belong to Me (1994)

#### Sherring Cross Series
1. Man of My Dreams (1992)
2. Love Me Forever (1995)
3. The Pursuit (2002)

#### Reid Family Series
1. The Heir (2000)
2. The Devil Who Tamed Her (2007)